# Ford Fiesta R5
La Ford Fiesta R5 è una vettura da rally progettata dalla Ford allo scopo di ridurre i costi per i piloti di team privati, dotati di propulsori turbo da 1,6 litri derivati dalla produzione di serie, come molte altre parti dell'auto, ovvero dalla vettura stradale Fiesta ST. Il mezzo arriva dalle officine di M-Sport di Cockermouth, Inghilterra, dove viene costruita.

## 2013: la prima Fiesta R5
La Fiesta R5 sostituì l'antenata Fiesta RRC, vettura che fece da tramite nel passaggio dalla categoria Super 2000 alla nuova classe R5 del neonato Gruppo R. 

### Specifiche
Il motore è un 1.6 litri quattro cilindri in linea sviluppato da M-Sport, a iniezione diretta con centralina elettronica Life Racing e dotato di turbocompressore con restrittore in aspirazione di 32 mm, in conformità con il regolamento FIA per la categoria R5. Esso eroga una potenza di 284 CV e una coppia massima di 425 Nm. La trasmissione è a trazione integrale permanente con i differenziali anteriore e posteriore autobloccanti e cambio sequenziale SADEV a cinque rapporti. Le sospensioni sono di tipo MacPherson con ammortizzatori Reiger regolabili su tre posizioni con struttura in alluminio ; l'impianto frenante è dotato di pinze a quattro pistoncini fornite dalla AP Racing e dischi da 300 mm di diametro in assetto terra e 355 mm su asfalto, sia all'anteriore che al posteriore. L'auto monta cerchi da 18" su asfalto e da 15" su ghiaia con pneumatici Michelin. La capacità del serbatoio è di 80 litri.

### Carriera sportiva

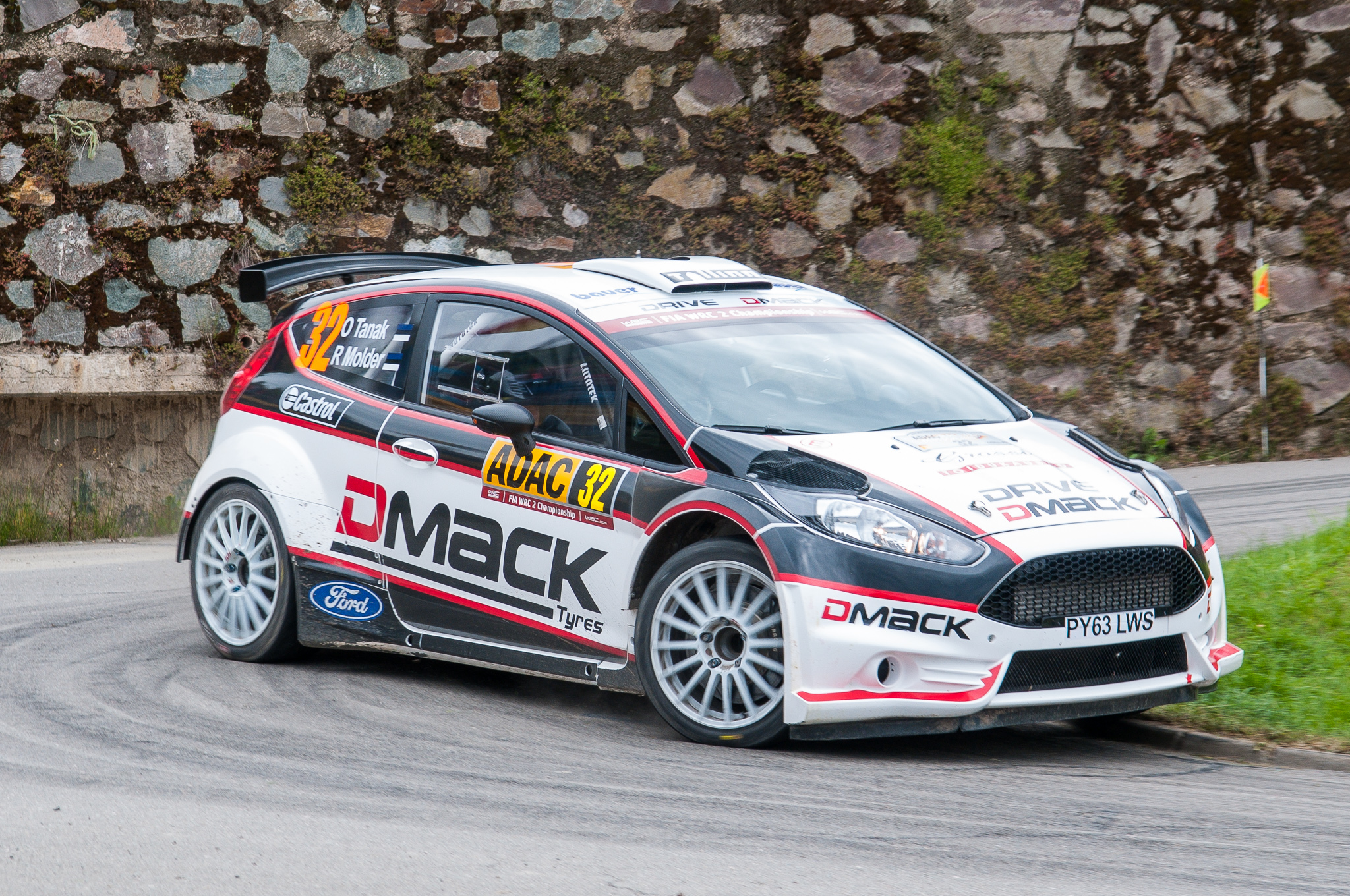
Ott Tänak al Rally di Germania 2014

La prima uscita in veste non ufficiale della nuova Fiesta R5 si ebbe il 2 marzo 2013 in occasione del Malcolm Wilson Rally in Cumbria, dove fece da apripista condotta da Matthew Wilson, figlio dell'ex-pilota Malcolm, titolare della scuderia M-Sport. 
I test continuarono sino al debutto del modello definitivo all'Ypres Rally, in Belgio, dove Thierry Neuville e Nicolas Gilsoul, equipaggio che gareggiava nel mondiale con la Ford Fiesta WRC del team satellite Qatar, fecero da apripista. Sino a quel momento 18 esemplari della nuova auto erano già stati prenotati da clienti privati e quindi si prevedeva la presenza di svariate Fiesta R5 in diversi rally europei.

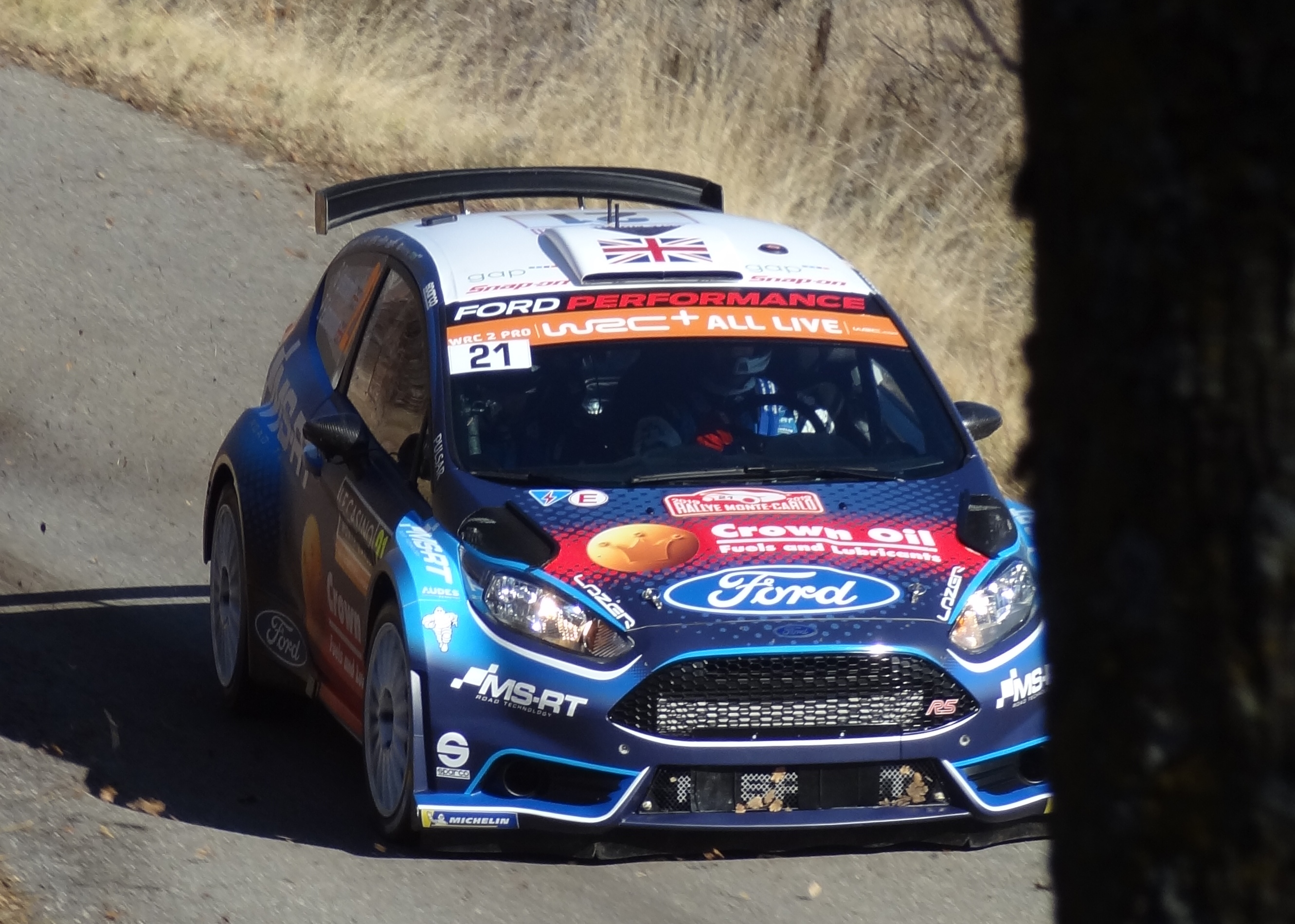
Gus Greensmith al Rally di Monte Carlo 2019

L'esordio nel mondiale 2013 avvenne invece al Rally di Finlandia, dove fu presente in veste ufficiale M-Sport con Elfyn Evans, il quale dovette poi ritirarsi per problemi meccanici; all'appuntamento finlandese si iscrivettero anche altre quattro Fiesta R5 acquistate da squadre private e il pilota di casa Jari Ketomaa riuscì con una di queste a cogliere la vittoria nella categoria WRC-2. 
Nel corso delle stagioni nessun pilota o copilota riuscì a conquistare il mondiale cadetto con questa vettura, raggiungendo quale miglior piazzamento il secondo posto in tre edizioni iridate: nel 2014 con Jari Ketomaa e Kaj Lindström, nel 2016 con Elfyn Evans e nel 2017 con Eric Camilli e Benjamin Veillas. Il team Drive DMACK fu invece campione a squadre nel 2014.
La Fiesta R5 colse in totale 22 vittorie iridate, di cui 19 nel WRC-2 e 3 nel campionato WRC-2 Pro, istituito nella stagione 2019. A partire da luglio 2019 è previsto il debutto del nuovo modello.

## 2019: il nuovo modello
A gennaio 2018 la M-Sport avviò il progetto del nuovo modello della Fiesta R5, basata sull'allestimento ST-Line della settima serie della compatta americana, e affidandone la direzione a Bernardo Fernandes, già ingegnere di Sébastien Ogier nel 2017, mentre il design della vettura venne curato da Richard Christensen. I primi test sono iniziati a dicembre dello stesso anno e otto piloti si sono alternati alla guida della nuova auto per circa 30 giorni di prove su diversi tipi di fondo stradale.

### Specifiche
Il motore è sempre il 1.6 litri quattro cilindri in linea sviluppato da M-Sport nel precedente modello, stavolta migliorato nelle prestazioni, con una potenza erogata di 290 CV a 4000 giri/min e una coppia massima di 475 Nm (a 4000 giri/min). La trasmissione è, come nel precedente modello, a trazione integrale permanente con un nuovo cambio sequenziale (sempre SADEV) a cinque rapporti e meccanismo di stacco della frizione direttamente collegato al freno di stazionamento. Il sistema delle sospensioni, sempre di tipo MacPherson, e gli ammortizzatori Reiger è stato completamente ridisegnato mentre l'impianto frenante stavolta è fornito dalla Brembo. L'auto monta sempre cerchi da 18" su asfalto e da 15" su ghiaia con pneumatici Michelin.

### Carriera sportiva
La prima uscita della nuova auto sarà a fine giugno del 2019 in occasione dell'Ypres Rally, in Belgio, dove sarà presente come vettura apripista guidata da Eric Camilli e verrà ufficialmente omologata il 1º luglio seguente, mentre il debutto in gara è previsto per il Rally di Finlandia, nono appuntamento del mondiale 2019, in programma nei primi giorni di agosto.

## Palmarès

### Vittorie WRC-2 Pro
| Modello | # | Stagione | Evento                              | Pilota           | Copilota          | Squadra          |
| ------- | - | -------- | ----------------------------------- | ---------------- | ----------------- | ---------------- |
| R5 Mk1  | 1 | 2019     | 87éme Rallye Automobile Monte-Carlo | Gus Greensmith   | Elliott Edmondson | M-Sport Ford WRT |
| R5 Mk1  | 2 | 2019     | 16º Rally Guanajuato México         | Łukasz Pieniążek | Kamil Heller      | M-Sport Ford WRT |
| R5 Mk1  | 3 | 2019     | 62ème CORSICA Linea Tour de Corse   | Łukasz Pieniążek | Kamil Heller      | M-Sport Ford WRT |

### Vittorie WRC-2
| Modello | #  | Stagione | Evento                                       | Pilota           | Copilota         | Squadra              |
| ------- | -- | -------- | -------------------------------------------- | ---------------- | ---------------- | -------------------- |
| R5 Mk1  | 1  | 2013     | 63th Neste Oil Rally Finland                 | Jari Ketomaa     | Marko Sallinen   | DMACK-Autotek        |
| R5 Mk1  | 2  | 2013     | 69th Wales Rally GB                          | Elfyn Evans      | Daniel Barritt   | Qatar M-Sport WRT    |
| R5 Mk1  | 3  | 2014     | 82éme Rallye Automobile Monte-Carlo          | Jurij Protasov   | Pavlo Čerepin    | -                    |
| R5 Mk1  | 4  | 2014     | 11º Rally Guanajuato México                  | Jurij Protasov   | Pavlo Čerepin    | -                    |
| R5 Mk1  | 5  | 2014     | 71th Lotos Rally Poland - Rajd Polski        | Ott Tänak        | Raigo Mõlder     | Drive DMACK          |
| R5 Mk1  | 6  | 2014     | 32. ADAC Rallye Deutschland                  | Pontus Tidemand  | Emil Axelsson    | -                    |
| R5 Mk1  | 7  | 2014     | 5éme Rallye de France - Alsace               | Quentin Gilbert  | Renaud Jamoul    | -                    |
| R5 Mk1  | 8  | 2014     | 70th Wales Rally GB                          | Jari Ketomaa     | Kaj Lindstrom    | Drive DMACK          |
| R5 Mk1  | 9  | 2015     | 63th Rally Sweden                            | Jari Ketomaa     | Kaj Lindstrom    | Drive DMACK          |
| R5 Mk1  | 10 | 2016     | 84éme Rallye Automobile Monte-Carlo          | Elfyn Evans      | Craig Parry      | M-Sport WRT          |
| R5 Mk1  | 11 | 2016     | 64th Rally Sweden                            | Elfyn Evans      | Craig Parry      | M-Sport WRT          |
| R5 Mk1  | 12 | 2016     | 59ème Che Guevara Energy Drink Tour de Corse | Elfyn Evans      | Craig Parry      | M-Sport WRT          |
| R5 Mk1  | 13 | 2017     | 35. ADAC Rallye Deutschland                  | Eric Camilli     | Benjamin Veillas | M-Sport WRT          |
| R5 Mk1  | 14 | 2017     | 53º RallyRACC Catalunya - Costa Daurada      | Teemu Suninen    | Mikko Markkula   | M-Sport WRT          |
| R5 Mk1  | 15 | 2017     | 26th Kennards Hire Rally Australia           | Kalle Rovanperä  | Jonne Halttunen  | -                    |
| R5 Mk1  | 16 | 2018     | 66th Rally Sweden                            | Takamoto Katsuta | Marko Salminen   | Tommi Mäkinen Racing |
| R5 Mk1  | 17 | 2018     | 27th Kennards Hire Rally Australia           | Alberto Heller   | José Luis Díaz   | M-Sport WRT          |
| R5 Mk1  | 18 | 2019     | 39º XION Rally Argentina                     | Pedro Heller     | Marc Martí       | -                    |
| R5 Mk1  | 19 | 2019     | 1º COPEC Rally Chile                         | Takamoto Katsuta | Daniel Barritt   | -                    |
| Rally2  | 20 | 2021     | 2° Rally di Monza                            | Jari Huttunen    | Mikko Lukka      | M-Sport Ford WRT     |

### Vittorie ERC
| N. | Evento                    | Stagione | Pilota               | Co-pilota       |
| -- | ------------------------- | -------- | -------------------- | --------------- |
| 1  | Rally di Polonia          | 2013     | Kajetan Kajetanowicz | Jarosław Baran  |
| 2  | Rally d'Estonia           | 2014     | Ott Tänak            | Raigo Mõlder    |
| 3  | Jänner Rallye             | 2015     | Kajetan Kajetanowicz | Jaroslaw Baran  |
| 4  | Cyprus Rally              | 2015     | Kajetan Kajetanowicz | Jaroslaw Baran  |
| 5  | Rally dell'Acropoli       | 2015     | Kajetan Kajetanowicz | Jaroslaw Baran  |
| 6  | Rally del Vallone         | 2015     | Alexey Lukyanuk      | Alexey Arnautov |
| 7  | Rally delle Isole Canarie | 2016     | Alexey Lukyanuk      | Alexey Arnautov |
| 8  | Rally delle Azzorre       | 2016     | Ricardo Moura        | António Costa   |
| 9  | Rally Rzeszowski          | 2016     | Kajetan Kajetanowicz | Jarosław Baran  |
| 10 | Rally di Cipro            | 2016     | Alexey Lukyanuk      | Alexey Arnautov |
| 11 | Rally delle Isole Canarie | 2017     | Alexey Lukyanuk      | Alexey Arnautov |
| 12 | Rally dell'Acropoli       | 2017     | Kajetan Kajetanowicz | Jarosław Baran  |
| 13 | Rally di Cipro            | 2017     | Nasser Al-Attiyah    | Mathieu Baumel  |
| 14 | Rally Rzeszowski          | 2017     | Bryan Bouffier       | Gilbert Dini    |
| 15 | Rally di Roma Capitale    | 2017     | Bryan Bouffier       | Xavier Pansieri |
| 16 | Rally delle Azzorre       | 2018     | Alexey Lukyanuk      | Alexey Arnautov |
| 17 | Rally delle Isole Canarie | 2018     | Alexey Lukyanuk      | Alexey Arnautov |
| 18 | Rally di Roma Capitale    | 2018     | Alexey Lukyanuk      | Alexey Arnautov |
| 19 | Rally delle Isole Canarie | 2020     | Adrien Fourmaux      | Renaud Jamoul   |